# Fútbol canadiense

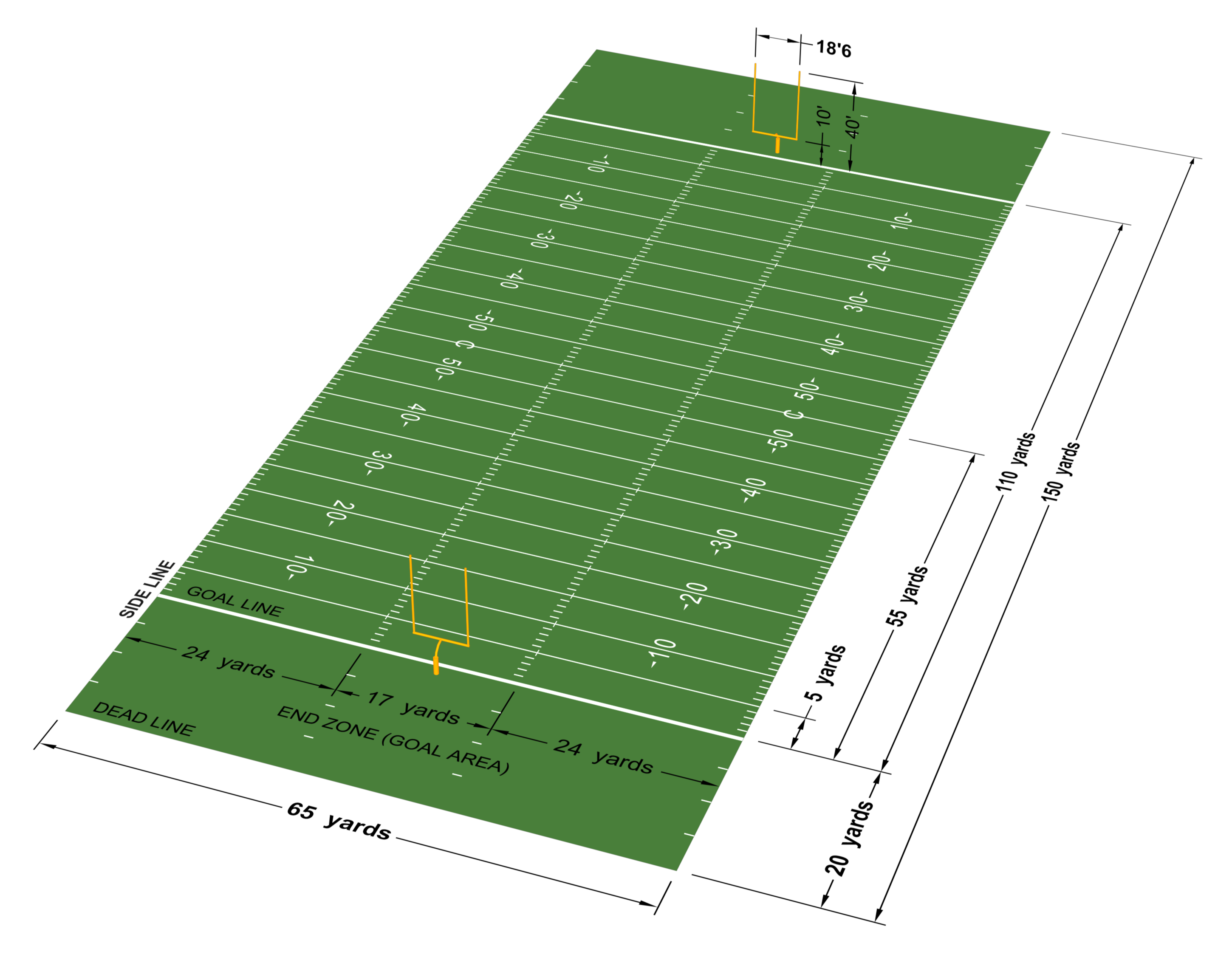
Diagrama de un terreno de fútbol canadiense.

El fútbol canadiense es un deporte de pelota en el que dos equipos de 12 jugadores intentan alcanzar la zona de anotación. El deporte se origina y se juega únicamente en Canadá.
Tiene relación con el fútbol americano y comparte sus orígenes, indumentaria y marcación del campo. Por tanto, cada vez que el portador de la pelota cae al suelo o se lanza un pase incompleto, el juego se detiene y se reanuda mediante un snap-back. Del mismo modo, los jugadores pueden derribar al portador de la pelota, y también pueden empujar a los demás jugadores en la línea de golpeo. Incluso utiliza el mismo número de árbitros (siete) desarrollando las mismas funciones cada uno. 
Sin embargo, ambas disciplinas tienen diferencias significativas. El fútbol canadiense tiene más jugadores por equipo y el campo de juego es más ancho y largo. Además, el equipo con posesión de pelota tiene tres intentos para avanzar 10 yardas (9 metros) en vez de cuatro intentos; esto hace que en el fútbol canadiense sea más común lanzar pases largos y que sea menos frecuente realizar jugadas por tierra.
Es el segundo deporte más popular de Canadá después del hockey sobre hielo. La liga profesional es la Canadian Football League (CFL) donde cada equipo tiene en su nómina muchos más jugadores de Estados Unidos que de Canadá, y en el caso de los estadounidenses son jugadores y exjugadores de fútbol americano.

## Reglas de juego

### Campo de juego
El campo de juego mide 110 yardas (100,584 m) de largo por 65 yardas (54,9 m) de ancho, con zonas de anotación de 20 yardas, 10 de cada lado (18,3 m) de fondo. Las orillas están delimitadas por líneas blancas, y se marcan lateralmente líneas cada 5 yardas (4,6 metros) desde una zona de anotación a otra.
En cada zona de anotación hay, además, un juego de postes de anotación, que consiste en dos postes verticales unidos transversalmente por uno horizontal, de 5,6 m, por encima de la línea de meta (con un poste vertical separándolos del suelo, sumando en total 12,2 metros de altura). Estos postes pueden tener forma de H, es decir que ambos postes verticales pueden llegar al suelo.

### Patada inicial
El juego inicia cuando un equipo patea el balón desde su propia línea de 35 yardas (31,85 m). Ambos equipos intentan atrapar el balón. El jugador que recupere el balón puede correr sosteniendo el balón o lanzárselo a un compañero, siempre y cuando no sea hacia delante.

### Desarrollo del partido
Los equipos avanzan a través del campo con la ejecución de jugadas cortas y distintas que involucran la posesión de una pelota ovoide de color café, que se estrecha en los extremos y que tiene dos bandas de una pulgada de ancho.
Al principio de un partido, hay dos equipos de doce jugadores sobre el campo. El equipo que tiene la posesión de la bola ataca y el equipo contrario, defiende. El juego comienza cuando la pelota pasa a través de las piernas de un miembro del equipo ofensivo, al quaterback. Si este la recibe, puede entonces hacer lo siguiente:
- Correr con la pelota, procurando ganar metros. El portador del balón puede correr en cualquier dirección que él quiera (inclusive hacia atrás).
- Golpear la pelota con el pie, haciendo que avance bastantes metros. Esta jugada es rara en fútbol americano canadiense y, aunque en el juego canadiense se utiliza a veces como una jugada a la desesperada, cuando el equipo está detrás del marcador a unos 3 puntos de diferencia.
- Pasar el balón lateralmente o hacia atrás. Esta jugada se conoce como lateral, y puede darse en cualquier momento del partido.
- Dar la pelota a un compañero de equipo, normalmente un corredor (runningback).

Cada ataque se denomina down. Una vez que los atacantes hayan avanzado diez yardas, consiguen un nuevo down. Como máximo se permiten tres downs. Si un equipo no puede avanzar lo suficiente para conseguir un nuevo down, intentan golpear el balón con el pie para avanzar lo máximo posible.

#### Cambio de posesión
La pelota cambia de posesión en los siguientes momentos:
- Si el equipo atacante hace un pase con el pie o con la mano y es interceptado por la defensa, esta toma la posesión de la pelota inmediatamente.
- Si los fumbles (un jugador suelta el balón, o se lo ha quitado un rival, o si el jugador no puede coger el balón en un pase lateral), la pelota puede ser recuperada (y avanzar) por cualquier equipo. Si la pelota sale de los límites del campo, se concede al equipo del jugador que la tocó el último un saque desde donde salió.
- Cuando termina la primera parte, la posesión es para el equipo contrario al que empezó el partido.

### Parada del juego
El juego se para cuando  toca la tierra la rodilla del jugador que lleva la bola, el codo, o cualquier otra parte del cuerpo, aparte de los pies y de las manos; cuando se anota; o cuando el portador de la pelota está en una posición derecha pero no puede moverse.

### Contacto
El único jugador en el campo que puede ser placado legalmente es el jugador que lleva la pelota. Un receptor, es decir, un atacante enviado al otro campo para recibir un pase, no puede ser placado con un bloqueo, a menos que se encuentre a una yarda de la línea de anotación.

#### Infracciones y penas
Las infracciones se castigan con penas de 5, 10, o 15 yardas: las de menor importancia, tales como offside (un jugador de cualquier lado que usurpa en la zona de anotación antes de que comience el partido) se penalizan con cinco yardas, las penas más serias se penalizan 10 yardas y las infracciones graves se penalizan normalmente con 15 yardas. Dependiendo de la pena, el avance de yardas se puede determinar a partir de la línea original de anotación o del lugar en donde ocurrió la infracción. Por motivo de una infracción grave, los árbitros pueden decidir expulsar a un jugador (un jugador expulsado puede ser sustituido), o en casos excepcionales, declarar el juego finalizado y conceder la victoria a un equipo o a otro.
Las penas pueden ocurrir antes de que el partido comience (offside), durante el juego, o en una situación de conducta antideportiva.
En la mayoría de los casos, el equipo no penalizado tendrá la opción de rechazar la pena; en tal caso, los resultados de la jugada anterior están anulados, como si la pena no hubiera sido válida. Una excepción notable a esta regla es si el equipo que golpea con el pie en un tercer down es penalizado antes de que golpeen la pelota: el equipo que recibe el pase puede declinar la pena y no avanzar. Después de golpear la pelota, se da cambio de posesión y las penas posteriores se determinan en el punto en donde se coge la pelota.

### Posiciones

#### Atacantes
Las posiciones ofensivas en el fútbol canadiense se han ido desarrollado a través de los años, y no se definen oficialmente en las reglas. Sin embargo,el partido dura una hora entre estos jugadores, se reconocen tres tipos distintos:
Down linemen
Los down linemen son los jugadores que, al principio de cada partido, se colocan en la línea de anotación; una vez colocados, no pueden moverse hasta que el partido comienza. Los atacantes deben tener por lo menos siete jugadores alineados en la línea de anotación. La excepción a esta regla es el jugador que pasa la pelota al quarterback. Los down linemen no corren con la bola, a menos que la recuperen en un error, ni la reciben, pero no hay regla contra ello.

### Historia de las reglas
La Unión de Ontario creó las reglas de Burnside en 1903, que consolidaron lo que finalmente se denominaría fútbol canadiense:
- Se redujo la cantidad de jugadores por equipo a doce.
- Se permitió un máximo de seis jugadores en la línea de golpeo.
- Se estableció el método de snap-back, por el cual el centro golpea la pelota con el taco para que la atrape el quarterback.
- Se estableció la regla de los tres downs, por la cual el equipo con posesión de pelota tiene tres intentos para avanzar diez yardas, o pierde la posesión.
- Se eliminó el saque lateral, de modo que cuando la pelota sale hacia los lados, el juego se reanuda desde la línea de golpeo.
- Los touchdowns vales cinco puntos y las conversiones y goles de campo, dos.

Las reglas de Burnside se adoptaron gradualmente en Canadá hacia 1907.
El pase hacia adelante se legalizó en 1929, pero se utilizó poco hasta que el quarterback Jack Jacobs lo popularizó a principios de la década de 1950. El touchdown pasó a valer seis puntos en 1956.

## Historia del fútbol canadiense
El primer partido de rugby football documentado en Canadá fue en la University College de Toronto en 1861. En 1880 se fundó la Canadian Rugby Football Union (CRFU), y en 1891 se refundó como la Canadian Rugby Union (CRU).
En 1883, se fundaron la Ontario Rugby Football Union (ORFU) y la Quebec Rugby Football Union (QRFU) para organizar campeonatos provinciales. En 1884, los equipos campeones de Ontario y Quebec se enfrentaron en el campeonato nacional, aunque en la década de 1900 participó además el campeón universitario.
En 1907, cuatro equipos fundaron la Interprovincial Rugby Football Union (IRFU): Los Hamilton Tigers y Toronto Argonauts de Ontario, el Montreal Foot Ball Club de Quebec y los Ottawa Rough Riders (que habían alternado entre ambas uniones). La unión de Quebec desapareció ese año.
En 1909, el campeonato nacional adoptó como premio la Grey Cup, disputado principalmente entre la ORFU y la IRFU.
En 1911, las uniones de Alberta, Manitoba y Saskatchewan formaron la Western Canada Rugby Football Union. Dicha unión comenzó a participar de la Grey Cup en 1921. En 1936 se convirtió en la Western Interprovincial Football Union (WIFU).
La Grey Cup dejó de disputarse durante la Primera Guerra Mundial.
En 1933, los equipos universitarios dejaron de competir por la Grey Cup.
Durante la Segunda Guerra Mundial, la Grey Cup se disputó únicamente entre equipos militares.
En la posguerra, la IRFU y la WIFU se fueron profesionalizando paulatinamente. La ORFU se mantuvo estrictamente amateur y se retiró de la Grey Cup en 1954.
En 1956, la IRFU y la WIFU conformaron el Canadian Football Council, que en 1958 se escindió de la CRFU para conformar la Canadian Football League (CFL), totalmente profesional. La IRFU pasó a denominarse Eastern Football Conference en 1960 y la WIFU cambió su nombre a Western Football Conference en 1961.
En 1961, ambas conferencias acordaron que sus equipos se enfrentarían durante la temporada regular, aunque se mantuvieron como organizaciones autónomas. La fusión entre ambas se concretó en 1980.
En 1990, con el objetivo de atraer espectadores en televisión, la CFL empezó a organizar en las finales de la Grey Cup espectáculos de medio tiempo similares a los que la NFL organiza en el medio tiempo del Super Bowl, con reconocidos artistas y cantantes locales e internacionales.
En 1993, la CFL intentó su expansión a Estados Unidos con los Sacramento Gold Miners. Cuatro equipos más se sumaron en 1994 y otros tres en 1995, siempre en ciudades sin equipos en la National Football League estadounidense. Sin embargo, el proyecto no prosperó y en 1996 la CFL volvió a contar únicamente con equipos canadienses.
En 2018 se transmite por primera vez un partido de fútbol canadiense en México, donde el fútbol americano tiene popularidad. Este partido es la final de la Grey Cup de ese año, con buena aceptación de audiencia. Esto permite la firma de un convenio entre la CFL y la Liga de Fútbol Americano Profesional de México (LFA), para que jugadores mexicanos prueben suerte en la liga canadiense, además de la disputa de partidos de la CFL en México. 

### Fútbol canadiense universitario
En 1897 se fundó la Canadian Intercollegiate Rugby Football Union (CIRFU), integrante de la Canadian Intercollegiate Athletic Union, con equipos de Ontario y Quebec; el campeón obtenía la Yates Cup, la cual aún se disputa. Por su parte, las universidades ubicadas en las provincias del Oeste de Canadá disputan el Hardy Trophy desde 1922, y las de las Provincias Atlánticas disputan el Jewett Trophy desde 1960.
En 1953, la CIRFU se dividió en dos: La Ontario-Quebec Athletic Association (OQAA) y la Ottawa-St. Lawrence Intercollegiate Association. En 1971, los equipos universitarios de Quebec se escindieron de la OQAA para fundar la Quebec University Athletic Association. Sin embargo, en 1974, nuevamente se juntó con la Provincia de Ontario, conformando esta vez la Ontario-Quebec Intercollegiate Football Conference. En 1980, esta conferencia se volvió a dividir en dos: La Ontario Universities Athletics Association (OUAA) y la Ontario-Quebec Intercollegiate Football Conference (luego Quebec University Football League). Los equipos universitarios de Ontario disputan la Yates Cup, mientras que los de Quebec comenzaron la disputa de la Dunsmore Cup.
En 1965 se creó el Atlantic Bowl, en el que se enfrentaba el campeón de las Provincias Atlánticas ante otro equipo universitario destacado. Ese mismo año empezó a disputarse el Canadian College Bowl, luego renombrado Vanier Cup, que enfrenta a los dos mejores equipos universitarios de Canadá, designando así el campeón nacional universitario. En 1968 se agregó otro partido de postemporada, que en 1989 adoptó la denominación Churchill Bowl, la cual ofició como semifinal para disputar la Vanier Cup, igual que el Atlantic Bowl. El Atlantic Bowl se sustituyó por el Mitchell Bowl en 2002, mientras que el Churchill Bowl se reemplazó por el Uteck Bowl en 2003.